# Werfer-Länderkampf der Männer 1980 Italien – BR Deutschland
| 4. Leichtathletik-Länderkampf mit bundesdeutscher Beteiligung 1980 | 4. Leichtathletik-Länderkampf mit bundesdeutscher Beteiligung 1980 |
| ------------------------------------------------------------------ | ------------------------------------------------------------------ |
|                                                                    |                                                                    |
| Werfer-Vergleich der Männer: Italien – BR Deutschland              |                                                                    |
| Austragungsort                                                     | Formia                                                             |
| Wettbewerbe                                                        | 4                                                                  |
| Datum                                                              | 17./18. Mai                                                        |
| 1. FRG 2. ITA                                                      | 75 Punkte 68 Punkte                                                |
| Chronik                                                            |                                                                    |
| ← FRG-FRA Geher (F)                                                | FRG-GBR-POL-SUI (F) →                                              |

Im vierten Vergleich des Länderkampfjahres 1980 stand nach mehrjähriger Pause wieder ein Länderkampf der Werfer an. Am 17./18. Mai trafen sich dazu Vertreter aus der Bundesrepublik und Italien in der italienischen Stadt Formia ca. achtzig Kilometer nördlich von Neapel. Es war der erste Werfer-Vergleich zwischen den beiden Ländern.

## Modus
Auf dem Programm standen die vier olympischen Disziplinen aus der Kategorie Wurf/Stoß. Jede Mannschaft stellte pro Disziplin vier Teilnehmer, von denen einer Jahrgang 1960 oder jünger sein musste. Die Punkte wurden folgendermaßen verteilt: 1. Platz: 8 P / 2. Pl.: 7 P / 3. Pl.: 6 P / 4. Pl.: 5 P / …

## Ergebnis
Drei der Wettbewerbe sicherten sich die bundesdeutschen Werfer, zwei davon mit knappem Vorsprung, den Speerwurf mit einem Vierfacherfolg. Das Kugelstoßen ging mit einem Dreifacherfolg an Italien. In der Endabrechnung kamen die bundesdeutschen Leichtathleten auf eine höhere Punktzahl als ihre italienischen Gegner. Den Vergleich gewann die Bundesrepublik Deutschland mit 75 zu 68 Punkten.

## Legende
Kurze Übersicht zur Bedeutung der Symbolik – so üblicherweise auch in sonstigen Veröffentlichungen verwendet:
| NMW | keine Weite (No Mark) |

## Resultate

### Kugelstoßen
| Platz | Athlet            | Land | Weite (m) |
| ----- | ----------------- | ---- | --------- |
| 1     | Marco Montelatici | ITA  | 19,37     |
| 2     | Luigi De Santis   | ITA  | 19,33     |
| 3     | Angelo Groppelli  | ITA  | 19,01     |
| 4     | Udo Gelhausen     | FRG  | 17,53     |
| 5     | Werner Hartmann   | FRG  | 17,46     |
| 6     | Luigi Zerbini     | ITA  | 16,58     |
| 7     | Bernd Kneißler    | FRG  | 16,30     |
| 8     | Alwin Wagner      | FRG  | 15,72     |

Datum: 18. Mai

### Diskuswurf
| Platz | Athlet               | Land | Weite (m) |
| ----- | -------------------- | ---- | --------- |
| 1     | Alwin Wagner         | FRG  | 66,30     |
| 2     | Silvano Simeon       | ITA  | 62,44     |
| 3     | Werner Hartmann      | FRG  | 62,06     |
| 4     | Armando De Vincentis | ITA  | 61,76     |
| 5     | Hein-Direck Neu      | FRG  | 60,62     |
| 6     | Filippo Monforte     | ITA  | 58,72     |
| 7     | Luigi Zerbini        | ITA  | 52,22     |
| 8     | Alois Hannecker      | FRG  | 52,08     |

Datum: 17. Mai

### Hammerwurf
| Platz | Athlet             | Land | Weite (m) |
| ----- | ------------------ | ---- | --------- |
| 1     | Karl-Hans Riehm    | FRG  | 77,50     |
| 2     | Giampaolo Urlando  | ITA  | 75,60     |
| 3     | Orlando Bianchini  | ITA  | 74,86     |
| 4     | Manfred Hüning     | FRG  | 73,56     |
| 5     | Klaus Ploghaus     | FRG  | 72,76     |
| 6     | Edoardo Podberszek | ITA  | 72,52     |
| 7     | Lucio Serrani      | ITA  | 66,12     |
| 8     | Marc Odenthal      | FRG  | 61,50     |

Datum: 18. Mai

### Speerwurf
| Platz | Athlet              | Land | Weite (m) |
| ----- | ------------------- | ---- | --------- |
| 1     | Klaus Tafelmeier    | FRG  | 86,60     |
| 2     | Helmut Schreiber    | FRG  | 82,98     |
| 3     | Michael Wessing     | FRG  | 79,20     |
| 4     | Werner Kalb         | FRG  | 70,78     |
| 5     | Agostino Ghesini    | ITA  | 68,78     |
| 6     | Giovanni Rodeghiero | ITA  | 68,64     |
| 7     | Fabio Michielon     | ITA  | 65,62     |
| NMW   | Vincenzo Marchetti  | ITA  |           |

Datum: 17. Mai